# Grad (Freimaurerei)

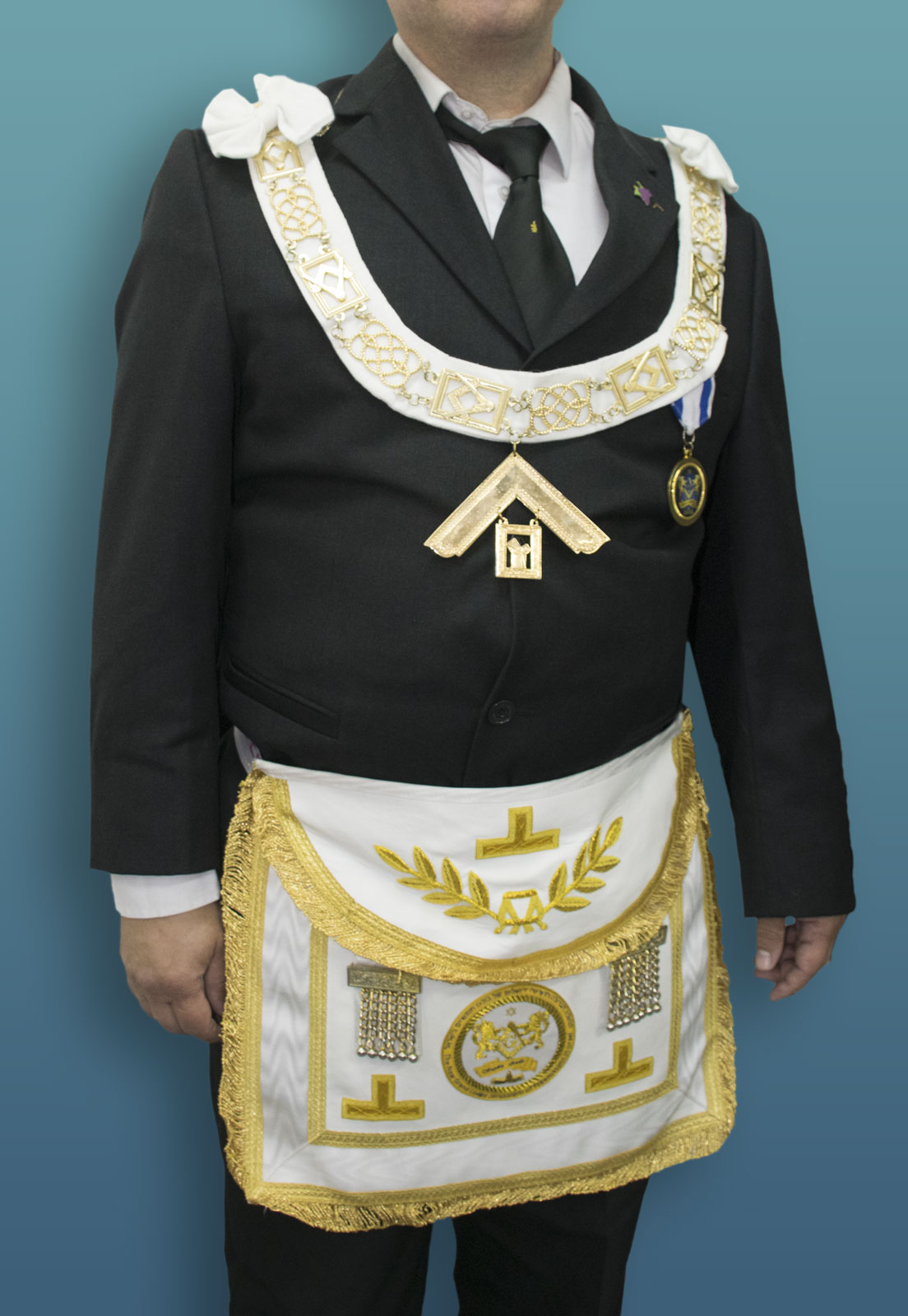
Insignien der Freimaurer: Schurz, Beamtenabzeichen „Altstuhlmeister“ und Bijou

Die gesamte Lehre der Freimaurerei gliedert sich großlogenübergreifend in drei Grade (blaue Johannisfreimaurerei). Darauf aufbauend werden von einer Minderheit der Freimaurer verschiedene so genannte Seiten- oder Hochgradsysteme bearbeitet. Da die dabei rituell verwendeten Kleidungsbestandteile und die farbliche Gestaltung der Versammlungsorte jeweils eine andere Arbeitsfarbe haben, werden sie auch als weiße, grüne, schwarze und rote Grade bezeichnet. Allen Hochgradsystemen gemeinsame Voraussetzung für die Aufnahme ist der Meistergrad in der Johannisfreimaurerei.

## Blaue Johannisfreimaurerei
Die drei Grade der blauen Freimaurerei heißen Lehrling, Geselle und Meister. Für diese Grade besteht die Logenarbeit darin, sich einer moralisch-geistigen Selbstfindung zu unterziehen, deren wichtigstes Mittel die so genannte Tempelarbeit ist. In ihrer Symbolsprache sprechen die Freimaurer vom Bau des Tempels der Humanität und in allen Graden im Anschluss an die Arbeitssymbolik der Freimaurerei vom „Bearbeiten“ der entsprechenden Rituale der jeweiligen Grade, auch in den weiterführenden Erkenntnisstufen.
Die symbolischen, der handwerklichen Tradition entlehnten Grade versinnbildlichen dabei die inneren Entwicklungsstufen, die ein Freimaurer im Laufe seines maurerischen Lebens durchläuft. Von Grad zu Grad findet dabei eine zunehmende Initiation durch verschiedene Legenden und Symbolhandlungen statt, mit der ethische Werte erfahrbar werden. Bei der ersten Initiation, der Aufnahme in den Lehrlingsgrad, erhält der Initiierte den Auftrag „Erkenne Dich selbst“, was der lebenslangen Aufgabe entspricht, die eigenen Motive zu erkennen und zu hinterfragen. Der Übergang in die nächsten Stufen soll jeweils einen Grad der persönlichen Vervollkommnung darstellen, eine Hierarchie besteht nicht. Das Symbol für die Begegnung auf einer Ebene zwischen unterschiedlichen Graden ist die historische Setzwaage.

### Lehrling

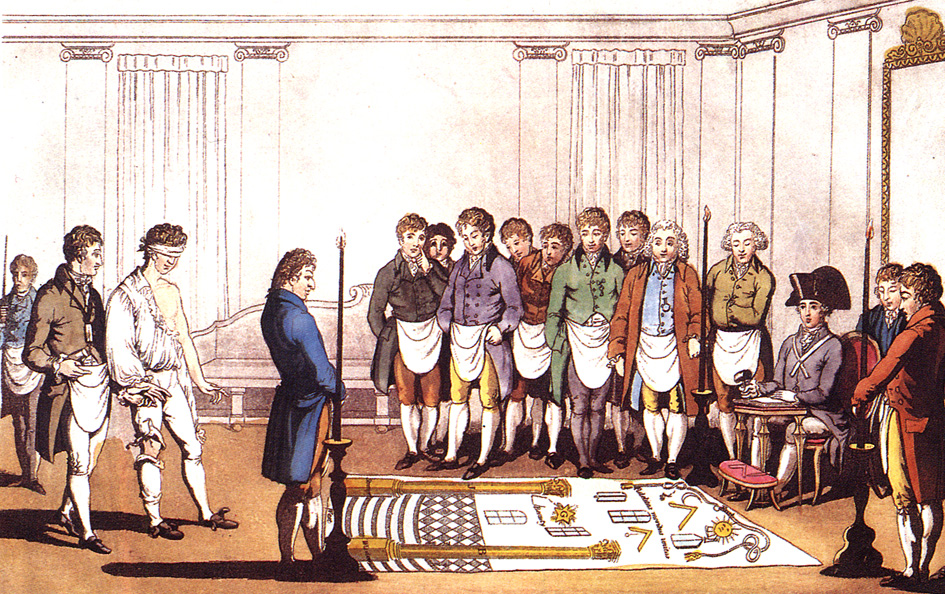
Initiation eines Suchenden
Stich, Ende 18. Jahrhundert

Der Lehrlingsgrad beschäftigt sich zentral mit Selbsterkenntnis und geht dabei der Frage nach, wie aus dem symbolischen unvollkommenen „rauen Stein“ ein behauener Stein werden kann.
Ein Freimaurer im ersten Grad lernt sich seiner Schwächen bewusst zu werden und dass er folglich der Hilfe seiner Mitmenschen bedarf. Hilfsbereit geht er im Gegenzug denjenigen zur Hand, die wiederum seine Hilfe benötigen. Wird er belehrt, so ist es seine Aufgabe, dies stets zu hinterfragen, um den Sinn dahinter zu verstehen, statt kritiklos möglicherweise falsche oder falsch verstandene Handlungsanweisungen zu übernehmen, die nachher großen Schaden anrichten könnten.
In der christlichen Maurerei ist dieser Grad ebenfalls mit einem nach innen gerichteten Blick angelegt. Die Erkenntnis der eigenen „Gotteskindschaft“, die Bewusstwerdung des göttlichen Funkens in jedem Menschen, steht im Mittelpunkt. Dabei kommen Elemente der christlichen Mystik, wie sie von Meister Eckhart vertreten wurden, zum Tragen. Motto des Grades ist „Schau in Dich“. Diese transzendente Erkenntnis wird in der Symbolik mit handwerklichen Begriffen vermittelt. Als Handwerkslehrling muss man die Materialien und Werkzeuge kennenlernen, mit denen man später arbeiten soll.
Zur Vermittlung der Inhalte dient ein rituelles Rollenspiel. In einem festgelegten und immer gleichen Wechselgespräch zwischen dem Meister vom Stuhl und seinen Beamten werden Symbole und Allegorien im Kontext einer fiktiven Dombauhütte präsentiert. Die Brüder sollen diese Symbole auf sich, auf ihr Inneres, wirken lassen. So soll eine charakterliche bzw. seelische Entwicklung angeregt werden.

### Geselle

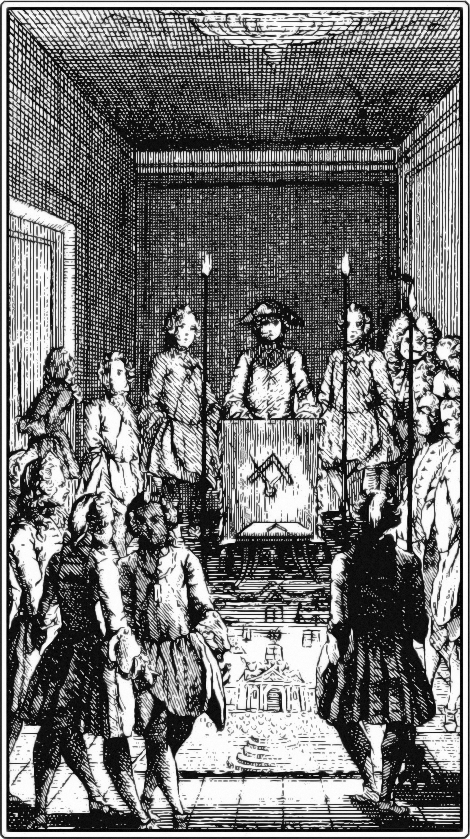
Gesellen-Beförderung
Kupferstich von etwa 1830/ 35

Der Gesellengrad dient der Schulung von Geduld und der Reflexion des eigenen Sozialverhaltens. Der Geselle geht dabei auf Reisen, das heißt, er besucht andere Logen in der Umgebung oder wo immer es ihn privat oder beruflich hin verschlägt und lernt neue Dinge und Aspekte und ihre Vergänglichkeit kennen, die Erinnerungen bleiben. Zu diesem Grad gehört in verschiedenen Freimaurersystemen die intensive Beschäftigung mit den Sieben freien Künsten der Antike. Er unterstützt mit seinen neu erworbenen Fähigkeiten seine Mitmenschen und so fügt sich der nun behauene Stein langsam in das gemeinsame symbolische Bauwerk der Humanität ein.
Neben der handwerklichen Tradition ist in der christlichen Freimaurerei die Wirkung von Aktion und Reaktion bedeutend. Das Motto des Grades lautet „Schau um Dich“. Alle Menschen, die ganze Natur ist eng miteinander verknüpft. Keine Handlung steht für sich, so dass die hohe Verantwortung, die dem Menschen im christlichen Sinne mitgegeben wurde, sich auf alle Aspekte der Existenz ausweitet. Jede Handlung hat Konsequenz, daher sollte jeder Entschluss, jede Handlung möglichst qualitativ hochwertig und auf das Wohl aller ausgerichtet sein.

### Meister

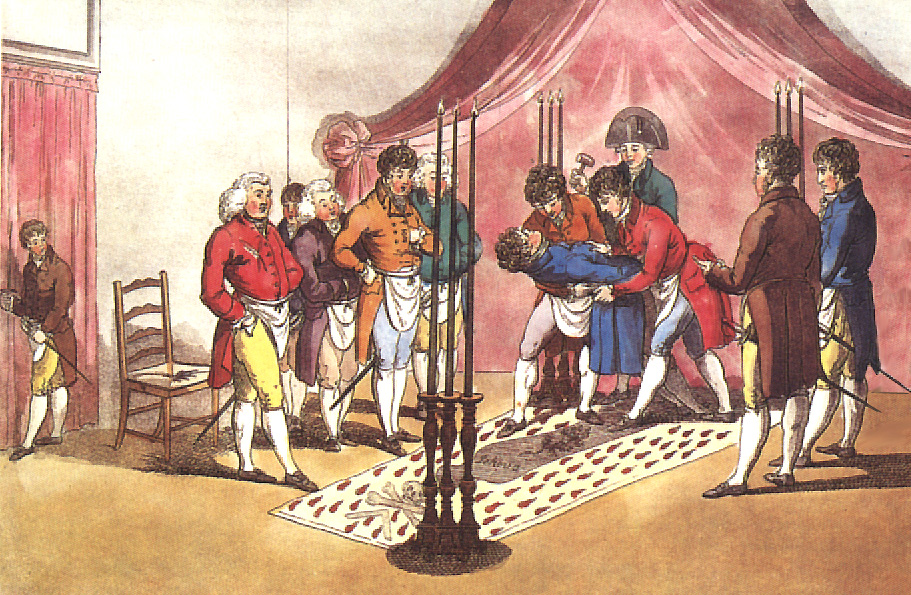
Meister-Erhebung eines Gesellen
Stich, Ende 18. Jahrhundert

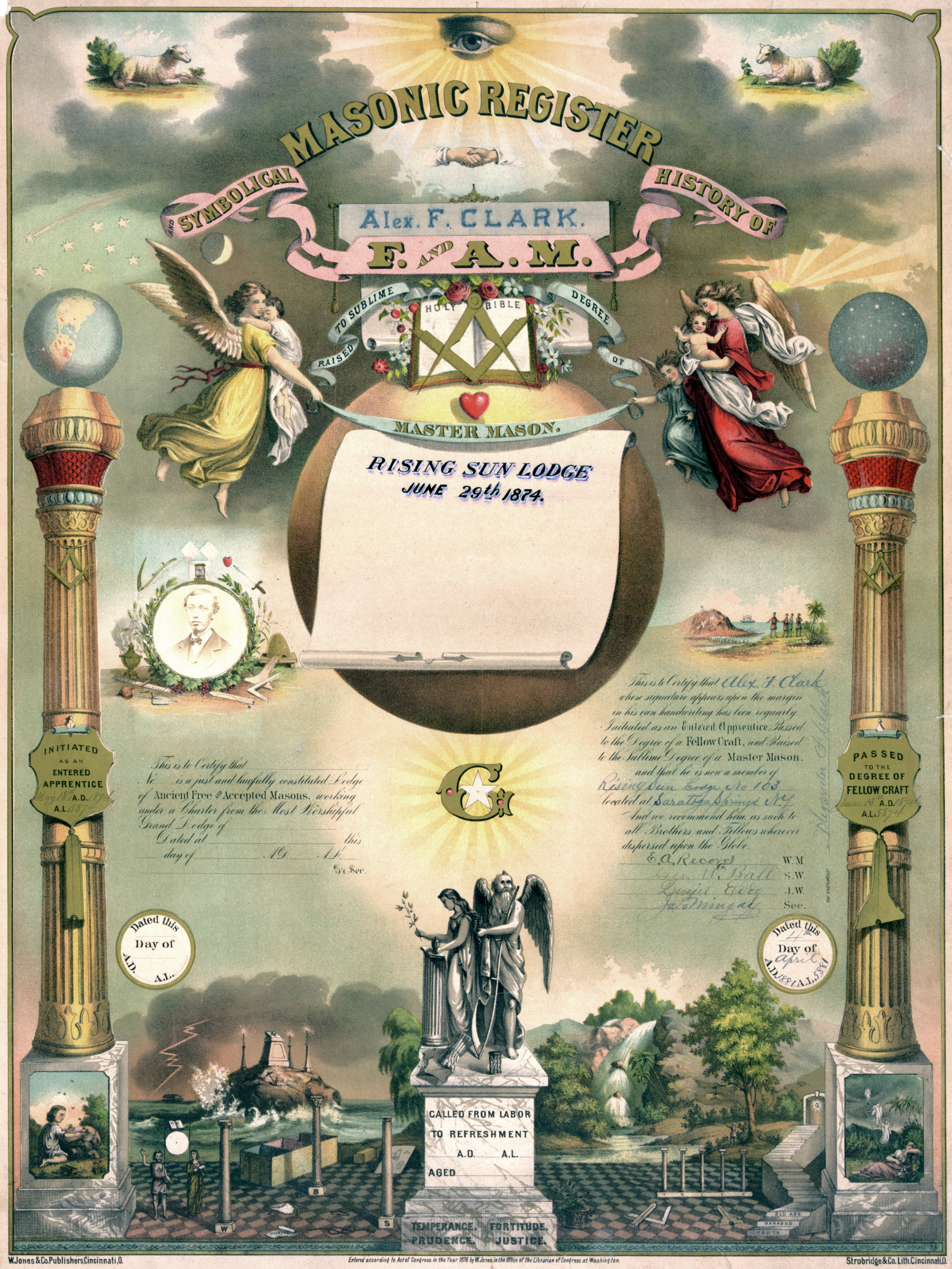
Urkunde über die Erlangung des Meistergrades aus dem Jahr 1876

Der Meistergrad schließlich betont die eigene Vergänglichkeit und vergegenwärtigt die zuweilen schwierige, aber wichtige Aufgabe, die erworbenen Erfahrungen an diejenigen weiterzugeben, die die Arbeit fortführen sollen. Dieser Arbeit gibt der Meister Struktur, indem er seine Mitmenschen dabei unterstützt, ihren eigenen Platz im gemeinsamen Gebäude entsprechend ihrer individuellen Stärken zu finden. Die Szenerie des Rituals wird von der fiktiven Dombauhütte weg zur (in dieser Form ebenfalls fiktiven) Baustelle des Tempels Salomos verlegt. Der Tempel Salomos steht ideell für den „Tempelbau der Menschheit“ und hat nur in der christlichen Freimaurerei tatsächlich etwas mit dem biblischen Gebäude zu tun.
In der christlichen Maurerei gilt hier das Motto „Schau über Dich“. Das Bewusstsein der eigenen Endlichkeit führt zwangsläufig zur Beschäftigung mit dem Danach. Die christliche Maurerei vermittelt hier keine eigene Theologie, sondern richtet nur den Blick auf das Göttliche und lässt die Ausgestaltung den Kirchen. Dabei wird in der Symbolik das Ende des Weltlichen sehr drastisch dargestellt. Diese Todessymbolik wurde insbesondere durch die Nazi-Propaganda ausgenutzt, indem Tempel in kleine Horrorkabinette mit Skeletten, Totenköpfen und Särgen verwandelt und ausgestellt wurden. Viele abstruse Gerüchte über die Freimaurerei basieren auf diesem verzerrten Wissen.

## Hochgrade
Die Grade 1 bis 3: Lehrling, Geselle und Meister werden als blaue (siehe oben), die Grade darüber als rote Hochgrade oder Schottische Grade oder auch als Erkenntnis- oder Vervollkommnungsstufen bezeichnet. Je nach dem Grundthema dieser Hochgrade und abhängig vom Hochgradsystem werden die Versammlungen Perfektionslogen, Andreaslogen, Schottenlogen, Kapitel, Konzile, Räte, Areopage, Innere Oriente, Konsistorien oder Präzeptoreien genannt. Die Aufzählung ist nicht abschließend, sondern umfasst nur einige Benennungen aus den verbreitetsten Hochgradsystemen.
In erklärenden Darstellungen werden die Grade der Freimaurerei oft pyramidenförmig übereinander dargestellt mit den blauen Graden als breite Basis. Das vermittelt den Eindruck eines elitären Kastensystems mit nach oben hin immer kleiner werdenden Gruppen, die einen, zumindest spirituellen, Führungsanspruch über die darunter haben. Dieser Eindruck wird verstärkt durch den Umstand, dass man für den Zugang zu einem Hochgradsystem in den meisten Logen „ausgewählt“ werden muss, sich also nicht als Interessent selbst bewerben könnte (im Gegensatz zur „blauen“ Maurerei). Die Kriterien einer solchen „Auslese“ sind intransparent, wie auch die vermittelten Werte durch den Schirm der Verschwiegenheit unerkennbar bleiben. Formal lässt sich daraus allein jedoch keine Weisungsbefugnis der „höheren“ Grade ableiten. So sind die blauen Grade fast überall auf der Welt organisatorisch von den Hochgraden getrennt und bilden eigenständige Logen. Innerhalb der Hochgrade hat theoretisch jeder Freimaurer die Möglichkeit, in die nächsthöhere Stufe aufzusteigen, nur die sogenannten „Verwaltungsgrade“ bilden da eine Ausnahme, da sie für die in den Vorstand gewählten Brüder vorbehalten sind.
Das Thema Verschwiegenheit spielt in den Hochgradsystemen eine bedeutend stärkere Rolle. Während sich die blaue Freimaurerei auch als Freundschaftsbund und Ort der freien Rede versteht, ist die Übung der Hochgradlogen stark abgeschirmt und formal sehr ritualbezogen.
Diejenigen, die Hochgrade bearbeiten, durchlaufen in der Regel mehrere Grade der Reihe nach. So hat der Alte und Angenommene Schottische Ritus (A.A.S.R.) je nach Land vier bis sechs Grade, die mit einem rituellen Erlebnis bearbeitet werden können, während der York-Ritus keine durchstrukturierte hierarchische Anordnung kennt. Die genaue Unterteilung der Grade hängt dabei vom jeweiligen Ritus ab. In der Öffentlichkeit sind Hochgrade immer wieder Anlass für Verschwörungstheorien.
In Deutschland verbreitet sind, geordnet in der Reihenfolge ihres historischen Auftretens, vor allem die Erkenntnisstufen der Großen National-Mutterloge „Zu den drei Weltkugeln“, das Schwedische Lehrsystem der Großen Landesloge der Freimaurer von Deutschland, die Erkenntnisstufen der Großen Loge von Preußen genannt Royal York zur Freundschaft, der Alte und Angenommene Schottische Ritus (A.A.S.R.) und der York-Ritus.

### Große National-Mutterloge „Zu den drei Weltkugeln“ – weiterführende Erkenntnisstufen
Die weiterführenden Erkenntnisstufen stellen – wie das „Schwedische Lehrsystem“ – eine von der humanitären Freimaurerei abweichende christliche Richtung der Freimaurerei dar, die sich etwa ab 1742 in Preußen herausgebildet hat. Sie enthalten ein geschlossenes System mit insgesamt sieben Graden.

#### Aufbau
Die den drei Johannisgraden (s. oben) folgenden weiterführenden Erkenntnisstufen werden in zwei Abteilungen, der Allgemeinen Altschottischen Loge und dem Inneren Orient, bearbeitet. Die Schottenlogen werden von einem Altschottischen Obermeister geleitet. Die Allgemeine Altschottische Loge untersteht dem Altschottischen Direktorium, das personengleich mit dem Bundesdirektorium ist. Die Inneren Oriente dagegen werden vom Höchsten Inneren Orient geleitet, der wiederum personengleich mit dem Bundesdirektorium ist.

#### Bearbeitete Grade
Zugrunde liegen die drei Grade Lehrling (1°), Geselle (2°) und Meister (3°) der Johannisloge.
- Allgemeine Altschottische Loge
Altschottischer Meister (IV°)
- Innerer Orient
Auserwählter Bruder (V°) – Geweihter des Inneren Tempels (VI°) – Vertrauter der Vollendung (VII°)

#### Inhalte
In der Schottenloge werden die drei tragenden Säulen der Johannisloge durch die Säule der Religion, d. h. der Gottes- und Menschenliebe ergänzt. Die Erkenntnisstufe des Auserwählten Bruders als Eingang in den Inneren Orient vermittelt, dass nicht äußerer weltlicher Glanz den Wert des Ethischen bestimmt. Der Geweihte des Tempels vernimmt die Geschichte des Templerordens mit der Lehre, dass Streben nach Glanz, Macht, Reichtum und äußerem Schein zum Untergang führt, hochmütiger Wissensdünkel und schwindende Scheu vor dem Heiligen sei jedoch auf mystische Weise – exemplifiziert an der freimaurerischen Geschichte der Rosenkreuzer – zu überwinden.
Die abschließende Erkenntnisstufe des Vertrauten der Vollendung zeigt, dass es wahre Vollendung zwar erst jenseits des Todes geben wird, aber „Vertrauter der Vollendung“ genannt werden darf, wem das Streben nach der Vervollkommnung zur zweiten Natur geworden ist. Der Vertraute der Vollendung legt wieder den Lehrlingsschurz an, da ihm die Erkenntnis zuteilgeworden ist, dass er immer nur Lehrling bleibt, nämlich als Lehrling des Stifters der reinsten Religion.
Es bestehen Besuchsabkommen mit den weiterführenden Graden des Schwedischen Lehrsystems der Großen Landesloge der Freimaurer von Deutschland, dem A.A.S.R. und dem York Ritus.

### Schwedisches Lehrsystem
Das Schwedische Lehrsystem stellt eine von der übrigen – humanitären – Freimaurerei abweichende christliche Richtung der Freimaurerei dar, die sich etwa ab 1760 zunächst in Schweden herausgebildet hatte. Es beinhaltet ein geschlossenes System mit insgesamt zehn Graden und betont die Tradition eines christlichen Ritterordens, ohne allerdings selbst ein solcher zu sein oder auch nur von einem solchen abzustammen, und gründet sich auf die reine Lehre Jesu Christi, wie sie sich aus der Heiligen Schrift ergibt.

#### Aufbau
Die weiterführenden Grade werden in zwei Abteilungen, den Andreaslogen und den Ordenskapiteln, bearbeitet. Die Andreaslogen werden von einem Wortführenden Andreasmeister geleitet. Die Andreaslogen gehören zu ihrer jeweiligen Provinzialloge, die ihrerseits der Großen Landesloge angeschlossen ist. – Die Ordenskapitel dagegen werden von einem Wortführenden Kapitelmeister geleitet. Sie sind direkt dem Höchsten Ordenskapitel von Deutschland nachgeordnet.

#### Bearbeitete Grade
- Johannisloge
Lehrling (1°) – Geselle (2°) – Meister (3°)
- Andreasloge
Andreas-Lehrling (IV°) und Andreas-Geselle (V°), beide Grade werden gemeinsam bearbeitet, – Andreas-Meister (VI°)
- Ordenskapitel
Ritter vom Osten (VII°) – Ritter vom Westen (VIII°) – Vertrauter der Johannisloge (IX°) – Auserwählter der Andreasloge (X°)

#### Inhalte
Die Arbeiten in der Johannisloge entsprechen denen in der allgemeinen Blauen Johannisfreimaurerei (s. oben). – In der Andreasloge liegt der Schwerpunkt der inhaltlichen Arbeit im Bau des zweiten Tempels unter Nehemia, der auf dem wiedergefundenen Grundstein des ersten Tempels König Salomos errichtet wurde. Der Andreas-Meister erfährt, dass unter diesem vollkommenen Kubus eigentlich Jesus Christus als der eigentliche Schlussstein des Tempels zu verstehen ist. Die Allegorie des unter den Trümmern des ersten zerstörten Tempels gefundenen Grundsteines, auf welchem sich nach Gottes Ratschluss ein neuer Tempelbau vollziehen sollte, bildet bereits eine Andeutung des Inhalts des Ordenskapitels: Der Ritter vom Osten soll den Geist des Obermeisters Jesus Christus in sich aufnehmen und sich und andere zur Ausbreitung der Lehre und zur Lösung der durch Erfassung des Geistes möglichen Aufgaben vorbereiten. Die Aufnahme in diesen Grad zeigt gewisse Ähnlichkeiten mit derjenigen der Ritter des Templerordens. Der Kandidat wird nach seinem Bekenntnis zum christlichen Glauben und nach seiner rittermäßigen Herkunft gefragt. Auch die Ordenslegende bezieht sich auf die Zerstörung und die Errichtung des neuen Tempels, dessen Meister, Grundstein und Erbauer der göttliche Obermeister Jesus Christus ist. Der Inhalt des Grades des Ritters von Westen bildet die historische Unterrichtung über den Templerorden. Dem Vertrauten der Johannisloge tritt der triumphierende und auferstandene Christus entgegen, der ihn das höchste Licht schauen und einen Blick in die Zukunft werfen lässt. Der Grad des Auserwählten der Andreasloge betont die Pflicht, das in den vorhergehenden Graden begründete Streben nach der Vereinigung mit Gott als Mittelpunkt der ewigen Liebe zu Ende zu führen.
Es bestehen Besuchsabkommen mit den weiterführenden Graden der Großen National-Mutterloge „Zu den drei Weltkugeln“, dem AASR und dem York-Ritus.

### Große Loge von Preußen genannt Royal York zur Freundschaft – weiterführende Erkenntnisstufen
Die nach dem Zweiten Weltkrieg nicht wieder errichtete Große Loge von Preußen genannt Royal York zur Freundschaft besaß zwei weiterführende Erkenntnisstufen. Vier Tochterlogen dieses Bundes sind nach dem Zweiten Weltkrieg der Großloge der Alten Freien und Angenommenen Maurer von Deutschland beigetreten, wählen aus Traditionsbewusstsein einen Großmeister der Großen Loge Royal York zu Freundschaft und bearbeiten neben den Johannisgraden auch weiterhin die Erkenntnisstufen.

#### Aufbau
Der Aufbau wurde wesentlich von Ignaz Aurelius Feßler während seiner kurzen Zugehörigkeit zur Großen Loge Royal York zur Freundschaft entworfen. Die den drei Johannisgraden folgenden beiden Grade werden in einem Inneren Orient und dem Innersten Orient erteilt. Einen Inneren Orient bilden erwählte hiramitische Meister, also Meister von Johannislogen. Der Innerste Orient setzt sich aus dem Großmeister und weiteren leitenden „Beamten“ zusammen, es handelt sich im Wesentlichen um eine administrative Körperschaft.

#### Bearbeitete Grade
Zugrunde liegen die drei Grade Lehrling (1°), Geselle (2°) und Meister (3°) der Johannisloge.
- Innerer Orient
Erwählter Meister (IV°)
- Innerster Orient
Vertrauter Meister (V°)

#### Inhalte
Innere Oriente haben die Aufgabe, Kenntnisse über die Entstehung und historische Entwicklung der Großlogensysteme aller Zeiten unter den Brüdern zu verbreiten und in den Arbeiten das Wesen des Freimaurerbundes gegenüber den anderen ethischen und religiösen Gesellschaften zu verdeutlichen. Dabei soll alles ferngehalten werden, was dem innersten Wesen der Freimaurerei fremd ist. – Der Innerste Orient bildet die oberste „wissenschaftliche“ Abteilung der Obödienz und hat die Pflicht, über die Aufgaben des Inneren Orients hinausgehend Erkenntnisse zur Eigenart des Systems der Großen Loge Royal York zur Freundschaft zu fördern, Fragen des Rituals und der Lehre zu behandeln und diesbezüglich Anträge an die Große Loge zur Weiterentwicklung des Brauchtums auszuarbeiten. – In der gegenüber anderen Systemen auffallenden Nüchternheit der Lehrinhalte dieser Erkenntnisstufen spiegelt sich deutlich die Skepsis Ignaz Aurelius Feßlers den „Hochgraden“ gegenüber.

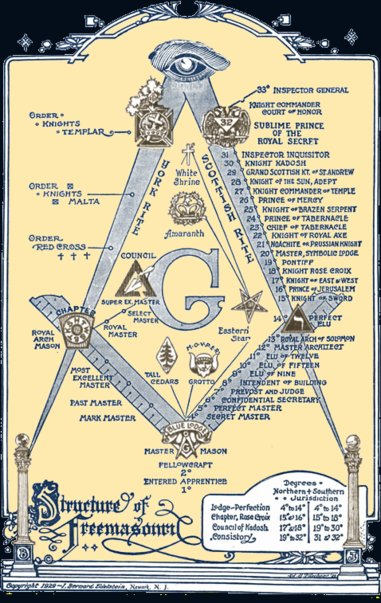
Struktur der Freimaurerei dargestellt von Jack O’Toole (1916), rechts Alten Angenommenen Schottischen Ritus (A.A.S.R.) und links York-Ritus (YR)

### Schottischer Ritus (A.A.S.R.)

Albert Pike (1809–1891) als „Souveräner Großkommandeur“

Das Hochgradsystem des Alten Angenommenen Schottischen Ritus (A.A.S.R.) beinhaltet folgende Grade (die Bezeichnungen folgen weltweit meist der Tradition der Südlichen Jurisdiktion der Vereinigten Staaten, von welcher die Bezeichnungen der Nördlichen Jurisdiktion der Vereinigten Staaten bisweilen abweichen)
(Johannisgrade: 1° Lehrling – 2° Geselle – 3° Meister):
Hochgrade:
- Perfektionsgrade:
4° Geheimer Meister – 5° Vollkommener Meister – 6° Geheimer Sekretär – 7° Vorsteher und Richter – 8° Intendant der Gebäude – 9° Auserwählter Meister der Neun – 10° Erlauchter Auserwählter der Fünfzehn – 11° Erhabener Auserwählter Ritter – 12° Großarchitekt – 13° Meister vom Königlichen Gewölbe – 14° Auserwählter Maurer

- Kapitelgrade:
15° Ritter vom Osten oder Ritter vom Schwert – 16° Meister von Jerusalem – 17° Ritter vom Osten und Westen – 18° Ritter vom Rosenkreuz

- Philosophische oder Areopag-Grade:
19° Hoher Priester oder Erhabener Schotte – 20° Obermeister der Symbolischen Logen – 21° Noachite oder Preußischer Ritter – 22° Ritter der Königlichen Axt – 23° Meister des Allerheiligsten – 24° Obermeister des Allerheiligsten – 25° Ritter der Ehernen Schlange – 26° Schottischer Trinitarier – 27° Obermeister des Tempels – 28° Sonnenritter – 29° Groß-Schotte des Heiligen Andreas – 30° Ritter Kadosch

- Konsistorialgrade:
31° Groß-Richter – 32° Meister des Königlichen Geheimnisses

- Grad des Obersten Rates:
33° General-Inspektor

Tatsächlich bearbeitet werden in Deutschland (wie auch in den meisten anderen Jurisdiktionen) die Grade 4° (Geheimer Meister), 14° (Auserwählter Maurer), 18° (Ritter vom Rosenkreuz), 30° (Ritter Kadosch), 32° (Meister des Königlichen Geheimnisses) und 33° (General-Inspektor), die anderen Grade werden nur durch „Mitteilung“ verliehen (z. B. der 15. bis 17. Grad anlässlich der Erteilung des 18. Grades). Insbesondere in den Vereinigten Staaten ist man bemüht, auch die Zwischengrade tatsächlich zu bearbeiten, wobei jene Brüder, die den Grad schon früher durch „Mitteilung“ erteilt bekamen, eingeladen sind, der tatsächlichen Bearbeitung des Grades (welche in amerikanischen Ateliers geradezu den Charakter einer „Aufführung“ haben kann – man spricht auch davon „to stage a degree“) beizuwohnen. Der Oberste Rat, dem nur einige Brüder des 33. Grades angehören, dient administrativen Zwecken. In vielen Ländern gibt es seit 1929 ein sogenanntes Konkordat mit der Großloge von England. Es gibt jedoch Staaten, in denen der AASR auch die blauen Grade 1 bis 3 bearbeitet. Dies ist beispielsweise in ganz Südamerika der Fall.
Der A.A.S.R. ist angeblich das weltweit am weitesten verbreitete Hochgradsystem der Freimaurerei. Wer sich entschließt, im Schottischen Ritus zu arbeiten, muss für Studium und Ritualarbeiten viel Zeit einplanen. Es bestehen in Deutschland Besuchsabkommen mit den weiterführenden Graden der Großen National-Mutterloge „Zu den drei Weltkugeln“ und des Schwedischen Lehrsystems der Großen Landesloge der Freimaurer von Deutschland.

#### Inhalte
Die Inhalte der einzelnen Grade des A.A.S.R. lenken die Aufmerksamkeit auf gewisse Teilaspekte des freimaurerischen Gedankenguts, wie Demut, Pflichterfüllung und Nächstenliebe. Diese Werte werden durch die reiche Symbolsprache des Systems vermittelt, welche unterschiedlicher Herkunft ist, wie schon die Namen der Grade andeuten. Vor allem Ritterlichkeit spielt eine zentrale Rolle.
Wie auch in den blauen Graden wird Wert auf Zahlensymbolik gelegt. Etwa die sieben Kardinaltugenden oder die sieben Stufen des Lebens. Es soll vermittelt werden, dass man sich philosophischen Wahrheiten nur in Stufen nähern kann und, um sie erkennen zu können, alle unnützen Belastungen ablegen muss.
Der A.A.S.R. vermittelt ethische Werte, indem der Freimaurer lernt, seine Erkenntnisse aus der „profanen“ Welt mit den geistigen Inhalten des Ordens zu verbinden, um das Zusammenleben der Menschen zu verbessern und die Zukunft dahingehend zu gestalten.

#### Organisation
Für einzelne Länder existieren sog. Oberste Räte, welche die Ateliers in sich vereinigen. Letztere sind in fünf Abteilungen unterteilt:
- Perfektionslogen (4. bis 14. Grad)
- Kapitel (15. bis 18. Grad)
- Areopage (19. bis 30. Grad)
- Konsistorien (31. und 32. Grad, in manchen Staaten existiert für den 31. Grad auch eine eigene Abteilung, „Tribunal“ genannt)
- Oberster Rat (33. Grad)

#### Geschichte
Der A.A.S.R. wurde 1801 in Charleston, West Virginia (USA), gegründet. Die Legende, er wäre von Friedrich dem Großen ins Leben gerufen worden, lässt sich nicht historisch belegen. 1804 wurde der erste europäische Oberste Rat durch Graf de Grasse-Tilly (Oberster Rat von Frankreich) eingesetzt. In Deutschland, der damaligen Weimarer Republik, wurde der A.A.S.R. durch das Atelier „Labor“ des Obersten Rates von Österreich im Jahre 1930 gestiftet.

### York-Ritus (YR)

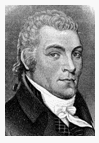
Thomas Smith Webb (1771–1819) „Gründervater“ des York-Ritus

York-Ritus sowie Amerikanischer Ritus, auch Royal Arch, Orden vom Königlichen Bogen oder freimaurerischer Tempelritter-Orden sind ganz unterschiedliche Begriffe, die sich häufig auf ein und dasselbe System von weiterführenden freimaurerischen Graden beziehen. Es hat in Amerika seinen Ursprung und ist auf beiden Teilen des amerikanischen Kontinents am weitesten verbreitet, jedoch gibt es auch in Europa, Asien und Afrika in vielen Ländern zahlreiche Mitglieder und Organisationen dieses Systems.
Als „Gründervater“ gilt Thomas Smith Webb (1771–1819) mit seiner Schrift The Freemason’s Monitor or Illustrations of Masonry aus dem Jahr 1797. Im York-Ritus wurde eine Gruppe von zum Teil sehr alten, ursprünglich unabhängig voneinander existierenden freimaurerischen Ritualen systematisch zusammengefasst, die vor allem im Umfeld der britischen Freimaurerei noch immer selbständig bearbeitet werden (s. unten). Obwohl für diese Rituale häufig (wie beim Schottischen Ritus) die Bezeichnung „Hochgrade“ gebraucht wird, werden sie innerhalb des York Ritus selbst als weiterführende Erkenntnisstufen verstanden. 
Der Name York-Ritus bezieht sich auf die englische Stadt York, in der nach freimaurerischer Legende im Jahr 928 die erste Freimaurerloge durch König Æthelstan eingesetzt worden sein soll.

#### Aufbau
Die einzelnen Grade des York-Ritus arbeiten in den drei Abteilungen des Kapitels (mit vier Kapitelgraden), des Konzils (mit zwei bzw. drei kryptischen Graden) sowie in der Komturei (mit drei Rittergraden). Neben den Komtureien, die unter amerikanischer Konstitution wirken (aber einige auch in deutscher Sprache arbeiten), existieren die deutschsprachigen Präzeptoreien und Priorate, die zwei Grade (allerdings in geänderter Reihenfolge) unter schottischer Charta bearbeiten. Die drei unterschiedlichen Abteilungen des Kapitels, des Konzils sowie der Präzeptorei mit Priorat bzw. der Komturei sind formal voneinander unabhängig, wenngleich sie aufeinander aufbauen.
In Deutschland sind die Kapitel und Konzile im Obersten Großkapitel der Maurer vom Königlichen Bogen von Deutschland bzw. im Großkonzil der Kryptischen Maurer von Deutschland zusammengefasst, die Präzeptoreien und Priorate im Großpriorat von Deutschland der Vereinigten Religiösen, Militärischen und Freimaurerischen Orden vom Tempel und von St. Johannes von Jerusalem, Palästina, Rhodos und Malta. Die Komtureien unterstehen direkt dem Grand Encampment of Knight Templars (deutsch: Groß-Feldlager der Tempelritter) in den Vereinigten Staaten. In Österreich existiert ein Großkapitel von Österreich der Maurer vom königlichen Bogen.
Die Großkapitel und Großkonzile der einzelnen Länder sind international zusammengeschlossen im General Grand Chapter of Royal Arch Masons International bzw. im General Grand Council of Cryptic Masons International.
In Frankreich werden die eigentlichen maurerischen Grade des York-Ritus innerhalb der regulären Großloge GLNF erteilt, der Markmeister-Grad jedoch in der Grande Loge des Maîtres Maçons de Marque de France und die christlich orientierten Rittergrade in den Präzeptoreien und Prioraten des Grand Prieuré des Gaules.

#### Bearbeitete Grade
Die Grade Lehrling (I°), Geselle (II°) und Meister (III°), deren Ritualinhalte integraler Bestandteil des York-Ritus sind, werden im deutschsprachigen Raum (ebenso wie in den USA) ausschließlich außerhalb des York-Ritus bearbeitet. Die bestehende aktive Mitgliedschaft im Meistergrad in einer als regulär anerkannten Johannisloge ist darum Voraussetzung für die Aufnahme in ein Kapitel und in die anderen Körperschaften. In einzelnen Ländern (wie z. B. in Mexiko) existieren allerdings blaue Logen auch innerhalb des York-Ritus.
Die folgenden Grade werden rituell im York-Ritus bearbeitet und erteilt, wobei die aufsteigende Gradzählung innerhalb der Körperschaften zwar weithin gebräuchlich, jedoch nicht offiziell festgelegt ist:
- Kapitel der Maurer vom Königlichen Bogen:
Markmeister (IV°) – Altmeister (V°) – Sehr vortrefflicher Meister (VI°) – Maurer vom Königlichen Bogen (VII°)
Die Ritualfarbe des Kapitels ist rot.
Wer einem Kapitel als Hohepriester (bzw. Kapitelmeister) vorsteht oder vorgestanden hat, kann zur Mitgliedschaft im Seitengrad Orden der Hohepriesterschaft eingeladen werden.

- Konzil der Kryptischen Maurer:

Abzeichen der Ritter einer Komturei des York-Ritus: Auf gekreuzten Schwertern ein Templerkreuz, darauf ein gekröntes Passionskreuz mit dem Motto IN HOC SIGNO VINCES (In diesem Zeichen wirst du siegen).

Königlicher Meister (VIII°) – Auserwählter Meister (IX°); als optionaler Zusatzgrad (IXa): Höchst vortrefflicher Meister
Die Ritualfarbe des Konzils ist violett.
Wer einem Konzil als Erlauchter Meister vorsteht oder vorgestanden hat, kann zur Mitgliedschaft im Seitengrad Orden von der Silbernen Kelle eingeladen werden.

- Komturei:
Gefährte und Ritter des Erhabenen Ordens vom Roten Kreuz (X°) – Ritter von Malta (XI°) – Ritter vom Tempel (XII°)

alternativ:
- Präzeptorei und Priorat:
Ritter vom Tempel (X°) – Ritter von Malta (XI°)
Die Ritualfarbe der Rittergrade ist weiß (bzw. in Umkehrung auf weißem Grund schwarz), die Farbe des Erhabenen Ordens vom Roten Kreuz in der Komturei ist grün.
Wer einer unter amerikanischer Konstitution arbeitenden Komturei als Komtur (bzw. Commander) vorsteht oder vorgestanden hat, kann zur Mitgliedschaft im Order of Knights Preceptor eingeladen werden.

Es gibt innerhalb des York-Ritus keinerlei Notwendigkeit oder gar einen Zwang, alle Erkenntnisstufen zu durchlaufen und auch einer Komturei oder einer Präzeptorei bzw. einem Priorat beizutreten. Wer sich dazu entschließt, es bei der Mitgliedschaft in Kapitel oder Konzil zu belassen, dem ist es unbenommen, allerdings ist die Zugehörigkeit zu einem Kapitel immer die Voraussetzung für die Aufnahme in ein Konzil, eine Komturei bzw. in eine Präzeptorei.

#### Inhalte
Basis der im York-Ritus bearbeiteten freimaurerischen Rituale sind die drei symbolischen Grade Lehrling (1°), Geselle (2°) und Meister (3°); ihre Lehrinhalte sind Voraussetzung und fester Bestandteil für die Arbeiten innerhalb des Systems. Bei den in den Kapiteln und Konzilen bearbeiteten Ritualen handelt es sich um inhaltliche Ergänzungen zur symbolischen Maurerei dieser Grade, sie stellen damit eine Erweiterung der Freimaurerei innerhalb (und nicht oberhalb) der blauen Logen dar:
Im Markmeister-Grad erfahren die Lehren des Gesellen-Grades in Bezug auf die brüderliche Verbundenheit eine Vertiefung, die Grade des Altmeisters und des Sehr vortrefflichen Meisters erweitern die Einsichten und Erfahrungen des Meister-Grades. Der Grad des Maurers vom Königlichen Bogen vermittelt schließlich anhand der allegorisch nachvollzogenen Umstände des zweiten Tempelbaus in Jerusalem unter Serubbabel die Einsicht, dass auch auf Ruinen ein neuer Tempel errichtet werden kann und dass das „wahre“ Meisterwort nicht verloren gegangen ist.
Die kryptischen Grade des Königlichen und des Auserwählten Meisters lehren unter Bezug auf die Legende des Meister-Grades die Pflicht zu voraussehendem und getreuem Handeln, um die wesentlichen Lehren der Freimaurerei auch für die Zukunft zu bewahren.
Die Komtureien bzw. Präzeptoreien und Priorate pflegen die Traditionen freimaurerisch-ritterlicher Rituale und vermitteln die Prinzipien der Ritterlichkeit als Ergänzung zu den in der blauen Maurerei gelehrten Kardinaltugenden, wobei sie sich einerseits auf den historischen Templerorden, anderseits auf den Aufenthalt des Apostels Paulus auf der Insel Malta gemäß der biblischen Apostelgeschichte (Apg. 27–28), erteilt als Ritterorden des Heiligen Paulus, und ergänzend auf die Geschichte des Malteserordens beziehen. Dabei sehen sie sich heute in der geistigen, nicht jedoch in der realhistorischen Tradition der genannten mittelalterlichen Ordensgemeinschaften stehend. Sie setzen ein Bekenntnis zum trinitarischen Christentum voraus. Das Ritual des Erhabenen Ordens vom Roten Kreuz in der Komturei vermittelt durch Bezüge auf Vorkommnisse während des zweiten Tempelbaus in Jerusalem und Babylon (also auf „vorchristliche“ Zeiten), dass das Bekenntnis zum Christentum die Toleranz anderen Überzeugungen gegenüber nicht ausschließen soll.

#### Geschichte im deutschsprachigen Raum
Die Inhalte der im York-Ritus gepflegten Rituale können in Deutschland zum Teil auf eine Tradition von weit mehr als zwei Jahrhunderten verweisen. So wurde bereits im Jahr 1786 ein Kapitel Zion der Maurer vom Königlichen Bogen in Hannover errichtet, im Jahr 1789 folgte ihm ein Kapitel Eintracht in Frankfurt am Main. Die freimaurerischen Rittergrade haben ihre Vorläufer im System der Strikten Observanz des 18. Jahrhunderts.
Das erste deutsche Kapitel der Maurer vom Königlichen Bogen neuerer Zeit im Rahmen des York-Ritus wurde 1953 in Frankfurt am Main mit Namen Lebendiger Bogen Nr. 1 gegründet. Im Jahr 1956 erfolgte die Einsetzung des Großkapitels; sein erster Großhohepriester (Vorsitzender) war der „Einiger der deutschen Freimaurerei“ und nachmalige Großmeister der Vereinigten Großlogen von Deutschland, Theodor Vogel. Das Großkonzil der Kryptischen Maurer wurde 1957 eingesetzt. Ebenfalls 1957 wurde die erste Präzeptorei unter der Great Priory of Scotland gegründet, 1982 erfolgte unter schottischer Charta die Einsetzung des Großpriorats von Deutschland. Die erste deutsche Komturei Hermann von Salza Nr. 1 wurde 1961 in Frankfurt am Main eröffnet.
Ein Großkapitel von Österreich wurde 1974 als souveräne und oberste Instanz der Maurer vom Königlichen Bogen in Österreich eingesetzt und erhielt die Anerkennung des General Grand Chapter of Royal Arch Masons International. In der Folge wurde mit der Großloge von Österreich ein Konkordat mit dem Ziel wechselseitiger Anerkennung geschlossen. Weiterführende Grade der kryptischen Maurerei werden im Konzil Danubius bearbeitet.
In der Schweiz arbeiten vergleichbare Systeme nach britischem Muster (s. unten).

#### Vergleichbare Systeme

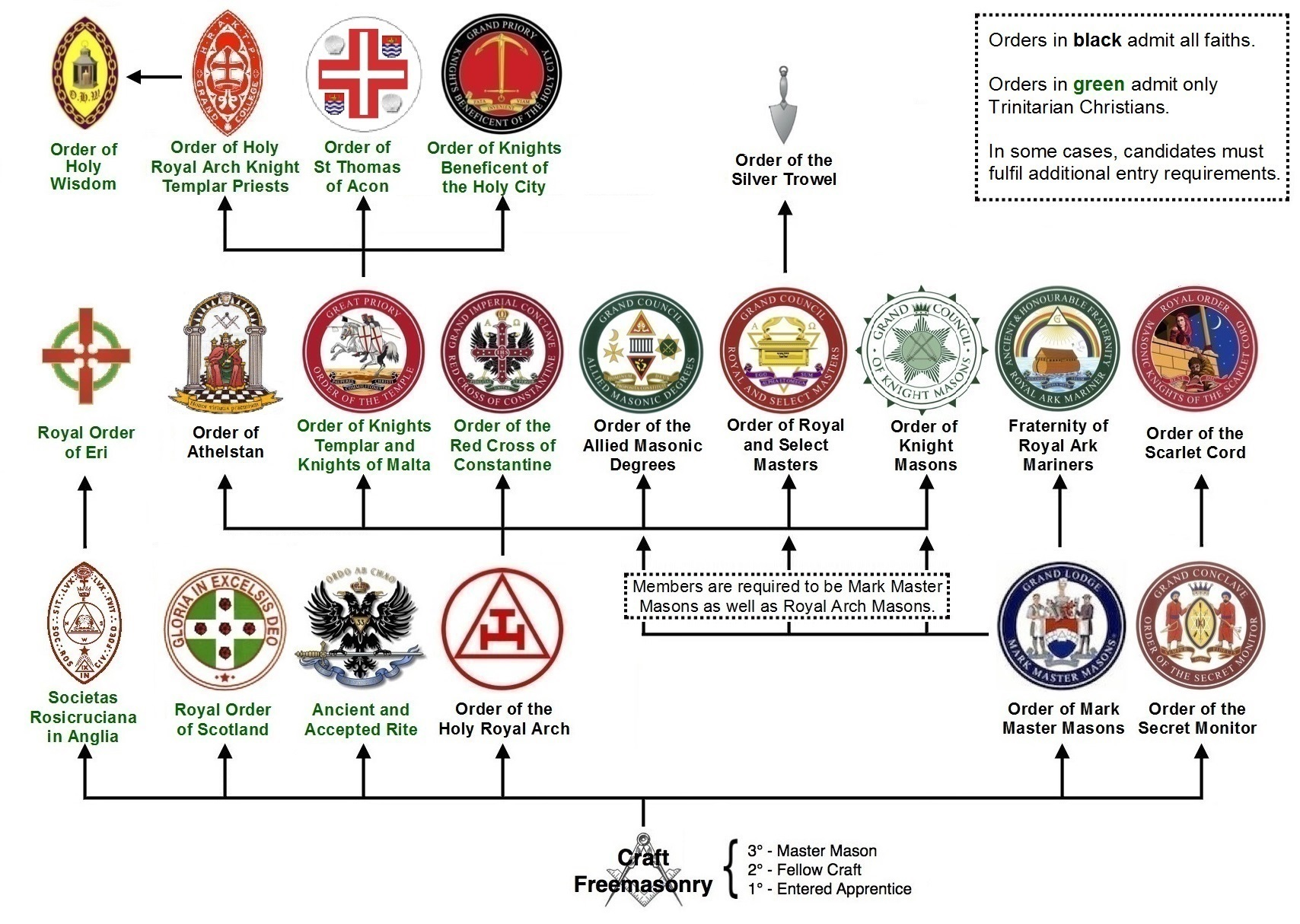
Struktur der freimaurerischen Orden jenseits der ersten drei Logengrade in England and Wales

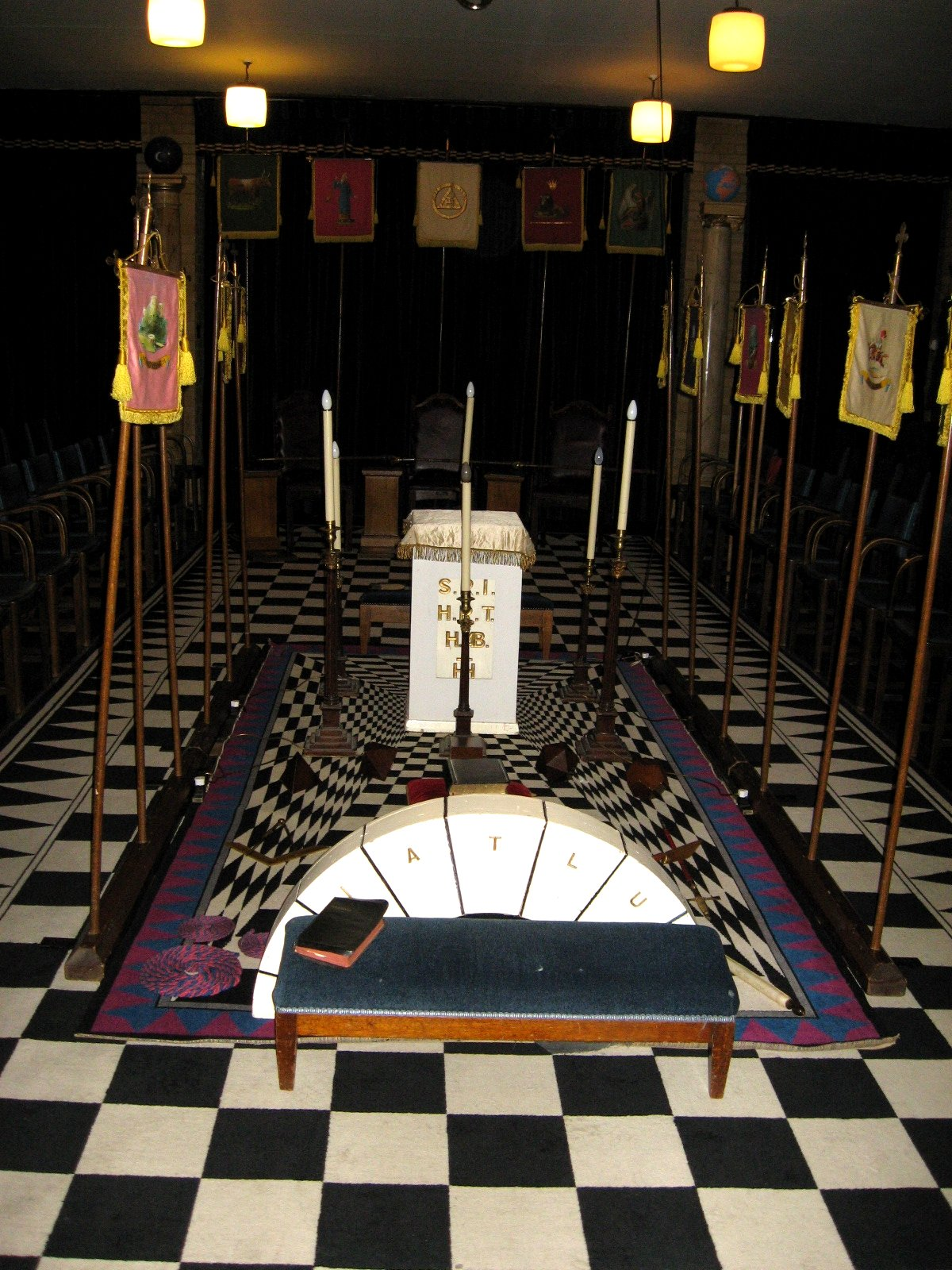
Einrichtung eines Kapitels der Maurer vom Königlichen Bogen der englischen Lehrart

Die britische Freimaurerei, wie sie in weiten Teilen des ehemaligen Empires verbreitet ist, kennt dem York-Ritus vergleichbare Grade in abweichenden Organisationsstrukturen. So besteht für den Markmeister-Grad in England eine eigene Großloge, die auch den im York-Ritus nicht bearbeiteten Grad des Royal Ark Mariners erteilt, der Grad des Maurers vom Königlichen Bogen wird in einem Obersten Großkapitel innerhalb der Vereinigten Großloge von England als Ergänzung zum Meistergrad bearbeitet, und für die kryptischen Grade (dort einschließlich des Sehr vortrefflichen Meisters) besteht in England ein eigenes Grand Council of Royal and Select Masters. In Schottland werden alle Arbeiten der Kapitel- und der kryptischen Maurerei unter einem Supreme Grand Royal Arch Chapter ausgeführt. Die christlichen Rittergrade sind in beiden Ländern in Great Priories of the United Religious, Military, and Masonic Orders of the Temple, and of St. John of Jerusalem, Palestine, Rhodes, and Malta zusammengefasst. In Irland existieren das Supreme Grand Royal Arch Chapter of Ireland, das auch den Markmeister-Grad bearbeitet, und der Order of the Temple – Great Priory of Ireland, nicht aber eine Organisation der Kryptischen Maurerei. Der in den Prioraten und Präzeptoreien nicht vermittelte Komturei-Grad des Erhabenen Ordens vom Roten Kreuz ist in England als Orden vom Roten Kreuz Babylons Teil der Allied Masonic Degrees, in Irland entspricht ihm die Körperschaft des Council of Knight Masons, und in Schottland wird er (wie auch der Grad des Royal Ark Mariner) in einer eigenen Körperschaft innerhalb des Royal Arch Chapters erteilt.
In Israel besteht ein Supreme Grand Royal Arch Chapter, das auch die Kryptischen Grade bearbeitet, die christlichen Rittergrade sind dort nicht vertreten. Es rechnet sich dem York-Ritus zu.
In ähnlichen Strukturen werden die entsprechenden Grade in der Schweiz erteilt. Dort existiert einerseits eine Nationale Grossloge der Mark Meister Maurer und andererseits das Nationale Grosskapitel Helvetia der Royal Arch Maurer. Daneben arbeitet in der Schweiz auch der Rektifizierte Schottische Ritus (RSR), dessen Großpriorat bereits 1779 gegründet worden ist. Inzwischen haben sich von der Schweiz ausgehend 10 Großpriorate des RSR in verschiedenen Ländern etabliert. Der Orden ist christlich-ritterlich orientiert und erteilt auf die Johannisloge (s. oben) folgend die Grade Schottischer Andreasmeister, Schildträger-Novize und Wohltätiger Ritter der Heiligen Stadt.
In Deutschland besteht neben dem Obersten Großkapitel der Maurer vom Königlichen Bogen von Deutschland des York-Ritus seit 1976 das Grand Chapter of British Royal Arch Masons in Germany und seit 1980 eine District Grand Lodge of Mark Master Masons in Germany, welche die Grade des Maurers vom Königlichen Bogen und Markmeister nach britischem Ritual bearbeiten. Mit dem Großkapitel des York-Ritus bestehen Freundschafts- und Besuchsabkommen.
Besuchsabkommen bestehen auch zwischen den Körperschaften des York-Ritus und der Großen Landesloge der Freimaurer von Deutschland in Bezug auf ihre Andreaslogen und Kapitel sowie mit der Großen National-Mutterloge „Zu den drei Weltkugeln“ in Bezug auf ihre weiterführenden Erkenntnisstufen (s. oben).

#### Körperschaften im Umfeld

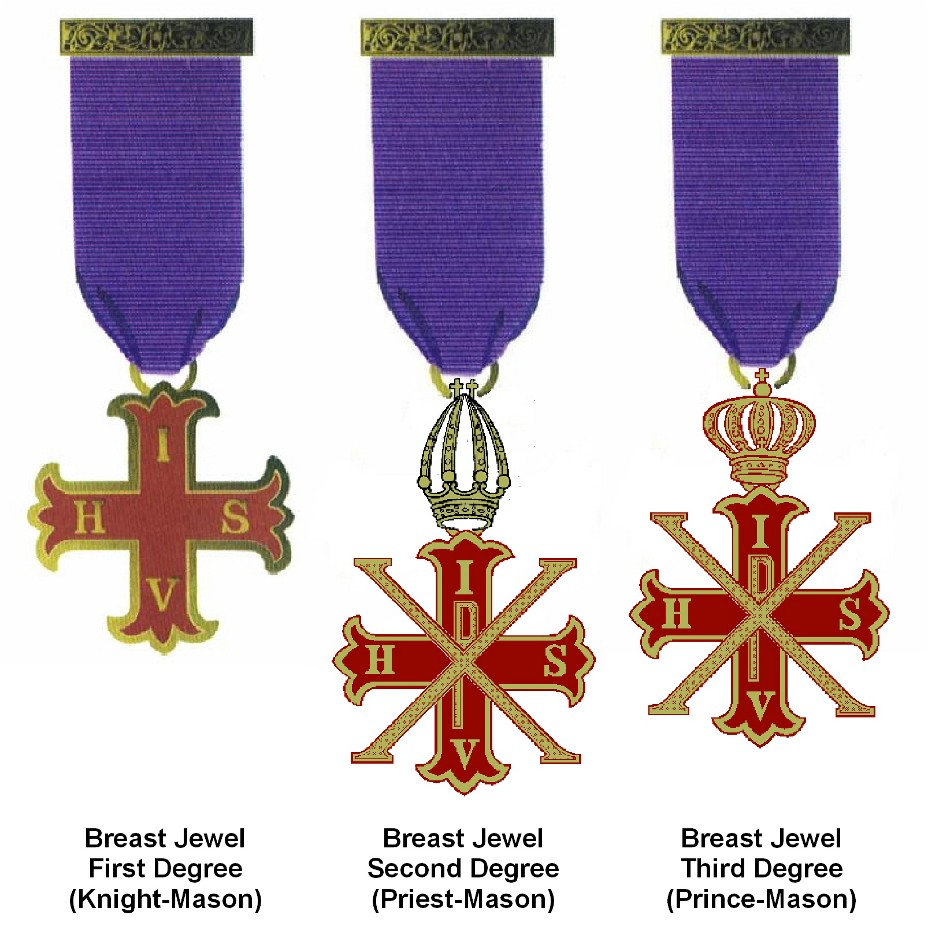
Abzeichen der Freimaurerischen Ritter des Ordens vom Roten Kreuz Konstantins

Im Umfeld des York-Ritus haben sich international eine Reihe unabhängiger Körperschaften mit eigenen Traditionslinien oder weiterführenden Ritualen angesiedelt. In diesem Zusammenhang ist vor allem der an das historische Vorbild des Konstantinordens angelehnte Freimaurerische und Militärische Orden vom Roten Kreuz Konstantins mit den angeschlossenen Orden vom Heiligen Grab und Orden Sankt Johannis des Evangelisten zu nennen, die in Deutschland vom Imperialen Großkonklave von Deutschland verwaltet werden. Die Mitgliedschaft kann nicht beantragt, sondern nur aufgrund einer persönlichen Einladung erworben werden. Voraussetzung für eine Einladung ist die Erreichung des Grades eines Freimaurermeisters und eines Maurers vom Königlichen Bogen in einem Kapitel (bzw. eines Royal Arch Mason in einem Chapter) sowie das Bekenntnis zum trinitarischen Christentum. Erteilt werden die Grade Ritter vom Roten Kreuz Konstantins, Ritter des Heiligen Grabes und Ritter Sankt Johannis des Evangelisten. Die Arbeit findet in Konklaven (Ritter des Roten Kreuzes Konstantins), im Asylum (Ritter vom Heiligen Grabe) und in Komtureien (Ritter Sankt Johannis des Evangelisten) statt. Das Imperiale Großkonklave von Deutschland umfasst derzeit vier Konklaven in Frankfurt, Berlin, Bielefeld und Hamburg. Weitere Imperiale Großkonklaven gibt es in England, Schottland, Griechenland, Zypern, Finnland, Frankreich, Italien, Kroatien und Israel.
Der York-Ritus und die sich ihm zu- und beiordnenden sonstigen Körperschaften bieten ein breites und reichhaltiges freimaurerisch inspiriertes Programm von Ritualen, das in seinem Umfang selbst das des Schottischen Ritus mit 33 Graden übertrifft; im Gegensatz zu diesem fehlt allerdings die strenge Einordnung in ein System hierarchisch angeordneter Grade, und es werden alle Rituale auch tatsächlich bearbeitet.
Der Grad des Maurers vom Königlichen Bogen, wie er in den Kapiteln des York-Ritus und in den zahlreichen Kapiteln (bzw. Chapters) der vergleichbaren Systeme vor allem britischer Provenienz bearbeitet wird, ist vermutlich der in der Welt am weitesten verbreitete und am häufigsten praktizierte weiterführende Grad der Freimaurerei.